# 사막노랑박쥐
사막노랑박쥐(Scotoecus pallidus)는 애기박쥐과에 속하는 박쥐의 일종이다. 인도와 파키스탄 그리고 방글라데시에서 발견된다. 자연 서식지는 아열대 또는 열대 기후 지역의 건조림과 건조 관목 지대, 시골의 전원, 도식 지역이다. 서식지 감소로 멸종 위협을 받고 있다.